# Terukazu Tanaka
Terukazu Tanaka (田中 輝和 Tanaka Terukazu?, nacido el 14 de julio de 1985 en Osaka) es un exfutbolista japonés. Jugaba de defensa y su último club fue el Angthong FC.

## Trayectoria

### Clubes
| Club           | País           | Año         |
| -------------- | -------------- | ----------- |
| Omiya Ardija   | Japón          | 2004 - 2008 |
| Yokohama FC    | Japón          | 2009 - 2010 |
| Sagan Tosu     | Japón          | 2010 - 2011 |
| Real Salt Lake | Estados Unidos | 2012        |
| PTT Rayong FC  | Tailandia      | 2013        |
| Sisaket FC     | Tailandia      | 2014        |
| DRB-Hicom FC   | Malasia        | 2015        |
| Angthong FC    | Tailandia      | 2016 - 2017 |

## Estadística de carrera

### J. League
| Club         | Año   | J. League | J. League | Copa J. League | Copa J. League | Total | Total |
| Club         | Año   | Part.     | Goles     | Part.          | Goles          | Part. | Goles |
| ------------ | ----- | --------- | --------- | -------------- | -------------- | ----- | ----- |
| Omiya Ardija | 2004  | 0         | 0         | -              | -              | 0     | 0     |
| Omiya Ardija | 2005  | 0         | 0         | 0              | 0              | 0     | 0     |
| Omiya Ardija | 2006  | 0         | 0         | 0              | 0              | 0     | 0     |
| Omiya Ardija | 2007  | 10        | 0         | 3              | 0              | 13    | 0     |
| Omiya Ardija | 2008  | 9         | 0         | 3              | 0              | 12    | 0     |
| Yokohama FC  | 2009  | 41        | 0         | -              | -              | 41    | 0     |
| Yokohama FC  | 2010  | 12        | 0         | -              | -              | 12    | 0     |
| Sagan Tosu   | 2010  | 11        | 0         | -              | -              | 11    | 0     |
| Sagan Tosu   | 2011  | 21        | 0         | -              | -              | 21    | 0     |
| Total        | Total | 104       | 0         | 6              | 0              | 110   | 0     |